# سالادو (تگزاس)
سالادو، تگزاس(به انگلیسی: Salado, Texas) شهری در ایالت تگزاس از ایالات جنوبی ایالات متحده آمریکا است. در سرشماری سال ۲۰۰۰، جمعیت این شهر ۳۴۷۵ نفر اعلام شد.